# غل ديغ سيلاب (زيلايي)
غل دیغ سیلاب (بالفارسية: گل دیگ سیلاب) هي قرية تقع في إيران في قسم زیلایی الريفي.